# Вичка (станция)
Ви́чка (карел. Vička) — станция, населённый пункт в составе Пиндушского городского поселения Медвежьегорского района Республики Карелия Российской Федерации.

## Общие сведения
Железнодорожная станция Октябрьской железной дороги.
В районе станции находится памятник археологии — домны Петровского медеплавильного завода (XVIII век).

## Население
| 2002 | 2009 | 2010 | 2013 |
| ---- | ---- | ---- | ---- |
| 194  | ↘152 | ↘133 | ↘124 |

## Улицы
- ул. Зелёная
- ул. Кожпром
- ул. Лесная
- пер. Лесной
- ул. Нефтебаза
- ул. Путейская
- ул. Терешковой